# Gertrud Prey
Gertrud Prey, verheiratete Müller, (* 22. November 1906 in Hamburg; † 28. März 2002 ebenda) war eine deutsche Schauspielerin und Hörspielsprecherin.

## Wirken

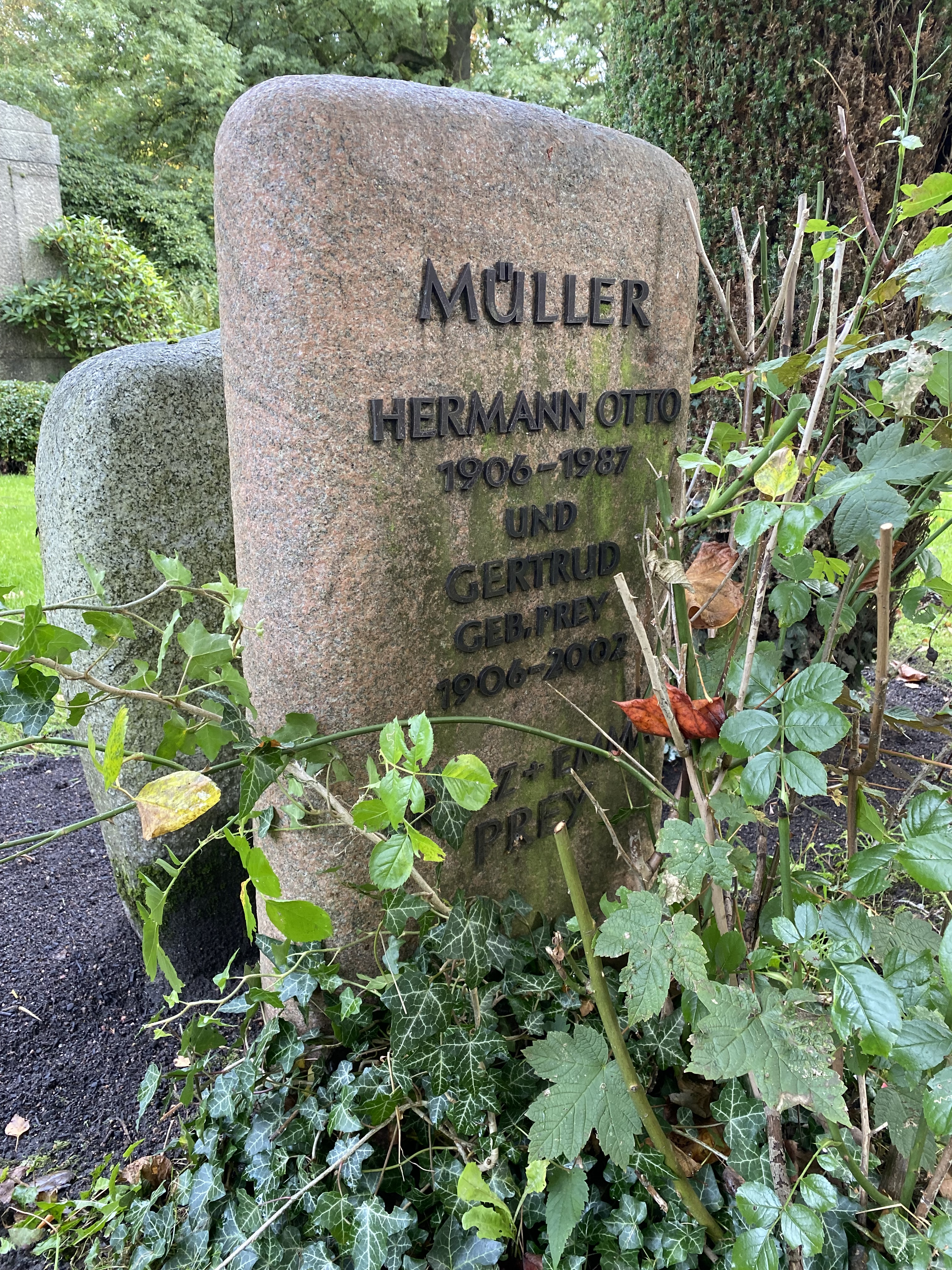
Grabstätte Gertrud Prey auf dem Friedhof Ohlsdorf

Die Theaterkarriere der Gertrud Prey begann bereits in der zweiten Hälfte der 1920er Jahre. Sie war vor dem Ende des Zweiten Weltkrieges als freie Mitarbeiterin des Reichssenders Hamburg tätig und wirkte nach Ende des Krieges vorwiegend in deutschen Fernsehfilmen und -serien mit. Daneben hatte sie als Mitglied des Ensembles diverse Auftritte im Hamburger Ohnsorg-Theater, die zum Teil aufgezeichnet und im Fernsehen ausgestrahlt wurden. Beispielsweise gab sie Rollen in Ein Mann mit Charakter (1969, Lustspiel von Wilfried Wroost), Jonny der Dritte (1971, Lustspiel von Konrad Hansen), Liebe Verwandtschaft (1975, Lustspiel von Heinrich Behnken) und in Mannshand Boben (1980, Lustspiel von Hans Herbert Stoldt in Plattdeutsch). Als Sprecherin lieh sie ihre Stimme meist niederdeutschen Mundarthörspielen.
Gertrud Prey starb im hohen Alter von 95 Jahren und wurde auf dem Friedhof Ohlsdorf ihrer Geburtsstadt beigesetzt. Die Grabstätte befindet sich im Planquadrat K 14.

## Filmografie (Auswahl)
- 1949: Die Andere
- 1958: Das Geld, das auf der Straße liegt (Fernsehfilm)
- 1960: Mit 17 weint man nicht
- 1961: Die toten Augen von London
- 1962: Das Gasthaus an der Themse
- 1968: Das Ferienschiff (Fernsehserie, 5 Folgen)
- 1973: Hamburg Transit (Fernsehserie, 1 Folge)
- 1979: St. Pauli-Landungsbrücken (Fernsehserie, 1 Folge)
- 1988–1992: Großstadtrevier (Fernsehserie, 2 Folgen)
- 1993: Aktenzeichen XY … ungelöst (Fernsehserie, 1 Folge)

## Hörspiele
- 1950: Christian Bock: Bist Du's? – Regie: Hans Gertberg
- 1952: Hans Kobitzsch: Lot mi an Land. En Törn ut de Seilschippstied – Regie: Hans Freundt
- 1954: Albert Mähl: Nimm mich mit, Kapitän. Ein niederdeutsches Spiel von Fischen, Film und Fernweh – Redaktion und Regie: Günter Jansen
- 1957: Karl Hermann Cordt: Dat Wunnerkind – Redaktion und Regie: Günter Jansen
- 1957: Otto Karl Weise: Pinkerton. Plattdeutsche Komödie – Redaktion und Regie: Günter Jansen
- 1959: Thomas Klingg: Hurra, mien Modder kan swemm'n. Ein plattdeutsches Hörspiel nach Thomas Klinggs Hamburger Schelmenroman Jan Blaufink – Redaktion und Regie: Otto Lüthje
- 1964: Karl Otto Weise: Dat gefährliche Öller. Heiteres niederdeutsches Hörspiel – Regie: Rudolf Beiswanger
- 1965: Thora Thyselius: Sophie 7 – Redaktion und Regie: Rudolf Beiswanger
- 1965: Heinrich Dieckelmann: Sössunsösstig. Heiteres niederdeutsches Hörspiel – Regie: Curt Timm
- 1967: Carl Heinz Trinckler: De Luftballon. Heiteres niederdeutsches Hörspiel – Regie: Rudolf Beiswanger
- 1968: Alfred Merwick: Dat Testament. Niederdeutsche Funkkomödie – Regie: Rudolf Beiswanger
- 1969: Hans Henning Holm: Kuckuckseier. Heiteres niederdeutsches Hörspiel – Regie: Günther Siegmund
- 1969: Hans Heitmann: ... un syne Frau. Niederdeutsche Funkkomödie – Regie: Rudolf Beiswanger
- 1969: Hans-Heinrich Rottgardt: Dat niege Klavier – Regie: Hans Tügel
- 1970: Ilse Klauke: De Nagel in'e Wand – Regie: Rudolf Beiswanger
- 1970: Hans Bunje: Das Laubenparadies. Heiteres niederdeutsches Hörspiel – Regie: Rudolf Beiswanger
- 1970: Reinhard Reinke: De Lindenbööm – Regie: Günther Siegmund
- 1970: Hans Heitmann: Een plietschen Hannel – Regie: Rudolf Beiswanger
- 1971: Ingeborg Gurr-Sörensen: Twee linke Hannen – Regie: Günther Siegmund
- 1971: Hans-Heinrich Rottgardt: De Brillantring. Niederdeutsche Kriminalkomödie – Regie: Rudolf Beiswanger
- 1971: Klaus Meinert: Loop nich vörbi! - Regie: Friedrich Schütter
- 1972: Hans Bunje: Krumme Tourn – Regie: Rudolf Beiswanger
- 1973: Hildegard Kühl: To laat? – Regie: Karl-Heinz Kreienbaum
- 1973: Kurt Heynicke: Lütt Stück Papier – Regie: Curt Timm
- 1973: Friedrich Hans Schaefer: Blauen Dunst – Regie: Curt Timm
- 1974: Hans Henning Holm: Swatt ist Trumpf – Regie: Günther Siegmund
- 1976: Reinhard Reinke: Twüschen-Bilanz – Regie: Curt Timm
- 1980: Ursel Meyer: Vörbikieken – Regie: Jochen Schütt